# Yugoslavia y las armas de destrucción masiva
La República Federativa Socialista de Yugoslavia inició su propio programa de armas nucleares a principios de la década de 1950, en medio de las crecientes tensiones con la Unión Soviética durante el periodo Informbiro. El líder yugoslavo Josip Broz Tito decidió que el desarrollo de la tecnología nuclear era lo mejor para el país como medida preventiva ante una posible invasión y para proteger su soberanía.

## Armas nucleares
Para proteger la soberanía nacional de Yugoslavia y ganar estatus internacional, el régimen de Josip Broz Tito inició un programa de armas nucleares a principios de la década de 1950. Yugoslavia firmaría más tarde el Tratado de No Proliferación Nuclear, lo que provocó el cierre del programa. Otro programa de armas nucleares se inició después de que India probara sus armas nucleares el 18 de mayo de 1974. Este programa acabaría cerrándose en 1987, pero Yugoslavia (y finalmente la República de Serbia) conservó uranio enriquecido de alto grado hasta 2010, año en el que entregó su uranio a la Federación Rusa.

## Armas químicas
Antes de la desintegración de Yugoslavia y de las Guerras Yugoslavas, el gobierno yugoslavo pudo desarrollar y almacenar diferentes tipos de armas químicas, como gas mostaza, agente sarín y agentes vesicantes. El gas mostaza se preparó e instaló en la fábrica Prva Iski de la ciudad de Baric.

## Programa de misiles
El gobierno yugoslavo colaboró supuestamente con Libia e Irak en el desarrollo de misiles, misiles de crucero y misiles antinavales/de ataque terrestre capaces de portar armas de destrucción masiva y cabezas convencionales. Serbia es actualmente el único antiguo miembro yugoslavo con un programa de misiles.

## Supuesto uso en las guerras yugoslavas
Durante las guerras yugoslavas, el ejército yugoslavo (República Federal de Yugoslavia) supuestamente utilizó armas químicas en combate contra los separatistas bosnios y croatas. No se confirmó el uso de armas químicas en las guerras yugoslavas por ninguna de las partes.